# انقلاب پرولتری
انقلاب پرولتری (به انگلیسی: Proletarian revolution)، به انقلابی اجتماعی گفته می‌شود که در آن طبقهٔ کارگر یا پرولتاریا سعی در براندازی حاکمیت طبقهٔ بورژوازی دارد. سوسیالیست‌ها، کمونیست‌ها و آنارشیست‌ها از ایدهٔ انقلاب پرولتری پشتیبانی می‌کنند.

## تاریخچه
کارل مارکس و فریدریش انگلس در مانیفست حزب کمونیست در سال ۱۸۴۸ به انقلاب طبقهٔ پرولتاریا برای «واژگونی مقتدرانهٔ تمامی شرایط موجود» که اشاره‌ای به حاکمیت بورژوازی است، اشاره می‌کنند. آن‌ها پرولتاریا را تنها طبقهٔ واقعاً انقلابی می‌دانند که می‌تواند علیه نظام حاکم دست به شورش بزند.
ولادیمیر لنین در ۱۹۱۸ در کتاب «انقلاب پرولتری و کائوتسکی مرتد»، ایدهٔ انقلاب پرولتری را بسط و گسترش می‌دهد. او در این کتاب انقلاب اکتبر روسیه را انقلابی پرولتری می‌خواند. لنین بر عوامل سازمان، رهبری و اراده برای ایجاد انقلاب پرولتری تاکید می‌کند و آن‌ها را ضروری می‌داند.

## دیدگاه‌ها
مارکسیست‌ها معتقدند که انقلاب‌های پرولتری می‌توانند در تمام کشورهای سرمایه داری اتفاق بیفتند. می‌توان این برداشت از انقلاب‌های پرولتری را به مفهوم انقلاب جهانی مرتبط دانست.
شاخهٔ لنینیستی تفکر مارکسیسم استدلال می‌کند که یک انقلاب پرولتری باید توسط انقلابیون حرفه‌ای که کاملاً متعهد به اهداف کمونیسم هستند رهبری شود. این نیرو که ولادیمیر لنین آن را نیروی پیشتاز می‌نامد نیرویی سیاسی است که رهبری و سازماندهی طبقهٔ کارگر را پیش از انقلاب و طی آن به عهده می‌گیرد.
تروتسکیست‌ها نیز چنین نیروی پیشتازی را لازمهٔ کسب قدرت سیاسی پس از انقلاب می‌دانند. لئون تروتسکی در سال ۱۹۲۴ در مقاله‌ای به لزوم وجود حزب برای تسخیر قدرت پس از انقلاب پرولتری اشاره می‌کند. او وجه تمایز انقلاب پرولتری از دیگر انقلاب‌ها را حضور پرولتاریا به عنوان نیروی تهاجمی اصلی و هدایتگر انقلاب می‌داند.
دیگر شاخه‌های تفکر مارکسیستی مانند لوکزامبورگیسم با ایدهٔ لنین در مورد نیروی پیشتاز مخالف هستند و اصرار دارند که کل طبقهٔ کارگر، یا حداقل قسمت عمده‌ای از آن، باید عمیقاً با انقلاب درگیر شوند و به اندازهٔ انقلابیون حرفه‌ای به اهداف سوسیالیستی یا کمونیستی متعهد باشند تا یک انقلاب پرولتری انجام شود. برای رسیدن به چنین هدفی، آن‌ها در پی ایجاد جنبش‌های جمعی طبقهٔ کارگر هستند که بخش مهمی از آن طبقه به عضویت آن درآمده باشند. رزا لوکزامبورگ حزب پیشتاز لنین را موجب تبعیت کورکورانهٔ اعضا و جدایی بین رهبری و بدنهٔ جنبش می‌دانست. او فکر می‌کرد قدرت گرفتن چنین حزبی نهایتاً به دیکتاتوری ختم می‌شود.
آنتونیو گرامشی، نظریه‌پرداز مارکسیست، هژمونی یافتن پرولتاریا در نهادهای اخلاقی و فرهنگی جامعه را شرط انقلاب پرولتری می‌دانست. به نظر او هر انقلابی می‌بایست کار خود را با نفوذ فرهنگی و گسترش اندیشه‌اش برای کسب این هژمونی آغاز کند. در اندیشهٔ او بسیج توده‌ها و ارادهٔ جنبش توده‌ای جای حزب پیشتاز لنینی را می‌گیرد.
سوسیالیست‌های لیبرترین و سوسیال آنارشیست‌ها معتقدند که انقلاب باید یک انقلاب اجتماعی از پایین به بالا باشد که ارادهٔ دگرگونی و تحول تمامی جنبه‌های جامعه و افراد آن را داشته باشد. کاتالونیای انقلابی نمونه‌ای از این برداشت است. الکساندر برکمن در این مورد می‌گوید: «دو نوع انقلاب وجود دارد. بعضی از انقلاب‌ها با قرار دادن مجموعه‌ای جدید از حاکمان به جای رژیم سابق، فقط شکل حکومت را تغییر می‌دهند. این‌ها انقلاب‌های سیاسی هستند و به همین دلیل اغلب با مقاومت کمی مواجه می‌شوند. اما انقلابی که هدف آن از بین بردن کل سیستم برده‌داری مزدی است باید توان یک طبقه برای سرکوب طبقهٔ دیگر را نیز از میان بردارد.» 